# Gangsters: Organized Crime
Gangsters: Organized Crime è un videogioco strategico a tema criminalità sviluppato da Hothouse Creations e pubblicato da Eidos Interactive nel 1998 per PC. Il gioco è ambientato negli anni '20, durante il Proibizionismo, e mette il giocatore nei panni di un capo di una famiglia mafiosa che deve costruire e gestire un impero criminale nella città immaginaria di New Temperance, ispirata alle grandi città americane di quell’epoca.. Il titolo è noto per la sua miscela tra strategia gestionale e simulazione della vita in città, con un'ambientazione molto curata grazie a suoni realistici e una colonna sonora jazz tipica degli anni '20.

## Gameplay
Il gameplay di Gangsters: Organized Crime è un mix di strategia e simulazione che richiede molta pazienza e organizzazione . Il gioco si divide in due momenti principali: una fase di pianificazione chiamata Gang Organizer, dove si danno gli ordini ai membri della banda, e una fase in tempo reale dove le azioni vengono messe in pratica. Durante la fase di pianificazione, il giocatore fa da vero boss, assegnando compiti specifici ai membri, detti "hoods", come estorcere denaro o proteggere le attività illegali . Si possono reclutare nuovi uomini da vari posti, come palestre o sale biliardo, scegliendo quelli più adatti in base a forza, intelligenza o abilità con le armi . Le attività principali sono estorsioni, corruzione, spionaggio e anche azioni violente come minacce o omicidi . Dopo aver dato gli ordini, il gioco passa alla fase in tempo reale: il giocatore osserva cosa succede ma non può intervenire immediatamente, cosa che può risultare frustrante.
La visuale è isometrica e permette di zoomare sulla città, ma spesso la grafica può nascondere l’azione, creando qualche problema di visibilità . L’interazione durante la fase reale è limitata, quindi si deve attendere che le azioni si concludano per dare nuovi ordini o reagire. Questo può non piacere a chi vuole un gioco più dinamico, ma è apprezzato da chi preferisce la riflessione e la strategia . La simulazione è molto dettagliata: il giocatore deve controllare vari aspetti della vita criminale, dai singoli membri alla politica della città, fino agli equilibri con altre bande e la polizia. La mappa della città viene generata in modo semi-casuale ad ogni partita, aumentando la rigiocabilità . La colonna sonora e gli effetti audio, come i rumori della gang e le urla delle vittime, aumentano il senso di immersione. Purtroppo, il gioco ha un’interfaccia poco chiara e un tutorial poco esaustivo, quindi all’inizio può essere difficile capire come funzionano le cose e ci vuole tempo per imparare tutto.
Lo scopo del gioco è conquistare tutta la città, superando le altre organizzazioni criminali per il controllo del territorio e degli affari illeciti . Ci sono diverse strade per vincere :
- eliminare tutte le gang rivali usando minacce, sabotaggi e violenza fino a dominare la città
- diventare sindaco, usando il denaro e l’influenza per controllare anche la politica )
- pulire l’impero criminale, trasformandolo in un’attività lecita
- stringere alleanze con le altre gang per mantenere il potere in modo stabile.

Queste opzioni permettono di giocare in modi diversi, dal più aggressivo al più diplomatico .

## Accoglienza
Il gioco è stato creato da Hothouse Creations e pubblicato da Eidos Interactive . È stato uno dei primi titoli a concentrarsi sulla strategia nel mondo della criminalità organizzata, cercando di ricreare un’ambientazione storica abbastanza accurata 
La critica lo ha apprezzato soprattutto per la profondità e l’idea originale, ma ha anche segnalato la difficoltà a imparare il gioco, l’interfaccia complessa e la lentezza di alcune meccaniche. Molti hanno elogiato la grafica, che rende viva la città, e il sonoro immersivo.
Anche se non è un gioco per tutti, ha ottenuto un seguito di fan affezionati, soprattutto tra chi ama simulazioni strategiche complesse . Il seguito, Gangsters 2: Vendetta, però non è stato altrettanto apprezzato, avendo problemi di bug e un design meno curato .